# Henry Hoek
Henry Hoek est un géologue, météorologue, alpiniste, skieur et écrivain allemand. 
En 1901, il devient le premier Allemand à remporter les championnats allemands de ski. Il est le premier à gravir plusieurs montagnes des Alpes à ski et il est ainsi considéré comme un pionnier du ski. Il a également écrit de nombreux livres sur le ski et l'alpinisme.

## Biographie
Il est le fils d'Isaac Hermann Jakob et de Mary Bulkley. Il fait ses études à Fribourg-en-Brisgau. En 1901, il devient le premier Allemand à remporter les championnats allemands de ski. Il réalise la première ascension hivernale à skis du Finsteraarhorn, du Mönch, du Dammastock, du Strahlhorn et du Wetterhorn.
Ensuite, il déménage à Davos où il devient correspondant pour le Frankfurter Zeitung dans les années 1920 et 1930.

## Publications
En 1908, il a publié le premier guide de ski au monde (Skifahrten im südlichen Schwarzwald). Ensuite il a publié de nombreux livres sur le ski notamment sur la technique ainsi que sur la montagne.